# Pierre Théodore Morin
Pour les articles homonymes, voir Pierre Morin et Morin.
Pierre Théodore Morin, né le 3 février 1782 à Dieulefit (Dauphiné) où il meurt le 20 septembre 1846, est un homme politique français.

## Biographie
Pierre Théodore Morin naît le 3 février 1782 à Dieulefit. Il est le fils d’Étienne Morin, négociant et industriel, et de Jeanne Suzanne Morin.
Issu d'une famille protestante et baptisé « au désert », Pierre Théodore Morin est fabricant de draps et négociant. Il est maire de Dieulefit en 1832.
Il est élu, le 23 juin 1830, député du 2e arrondissement de la Drôme (Montélimar), en obtenant 115 des 226 suffrages exprimés, alors que son concurrent Louis François d'Arbalestier, maire de Loriol-sur-Drôme n'obtient que 12 suffrages.
Il appartient à la majorité conservatrice, partisan de la monarchie de Juillet du roi Louis-Philippe. Il est réélu le 5 juillet 1831 avec 119 voix sur 193 votants, contre 66 à son concurrent, le maire de Pierrelatte, M. Théoulle. Il ne se représente pas aux élections de 1834 et quitte la vie politique.
Son fils, Théodore Morin, est également député de la Drôme et maire de Dieulefit.
Pierre Théodore Morin meurt le 20 septembre 1846 à Dieulefit.

## Distinctions
- 1833 : chevalier de la Légion d'honneur[2]

## En savoir plus